# Norberto de Xanten
San Norberto de Magdeburgo fue un santo cristiano, fundador de la orden de canónigos regulares norbertinos o premonstratenses.
Nació hacia el año 1080 en Xanten (Alemania), en la ribera del río Rin. Su padre, Heriberto, Conde de Gennep, estaba relacionado con la casa imperial alemana. Su madre se llamaba Hedwig de Guise.
Fue asignado a la corte de Enrique V, donde fue el encargado imperial de distribuir las obras de caridad.
Después de un grave accidente a caballo, su fe se profundizó y renunció a su puesto en la corte. Volvió a Xanten, donde llevó una vida de penitencia bajo la dirección de Cono, abad de Siegburg. 
En 1115, Norberto fundó la Abadía de Fürstenberg y poco después fue ordenado sacerdote.
En el Concilio de Reims, en octubre de 1119, el papa Calixto II le pidió que fundara una orden religiosa en la diócesis de Laon. En 1120, Norberto eligió el valle de Prémontré para fundar la abadía de Prémontré. Al año siguiente, la comunidad alcanzaba los 40 miembros.
En 1125 el papa Honorio II aprobó la constitución para la Orden.
Norberto murió en Magdeburgo (Alemania), el 6 de junio de 1134. Fue canonizado por el papa Gregorio XIII en 1582.